# Vila Nova da Barquinha
Vila Nova da Barquinha je obec v portugalském okrese Santarém. V roce 2011 zde žilo 7 322 obyvatel na ploše 49,53 km². Samotné městečko Vila Nova da Barquinha, které je sídlem obce, má asi 3 500 obyvatel.

## Historie a pamětihodnosti
Ačkoli některé vesnice v obci Vila Nova da Barquinha jsou starobylé, rozvoj regionu úzce souvisí s obdobím reconquisty, kdy řeka Tajo, která protéká jižní částí obce, tvořila hranici mezi územími křesťanů a Maurů. Ve 12. století byla obrana této hranice svěřena templářům, kteří podél řeky postavili několik hradů. Jedním z nich je hrad Almourol, postavený v roce 1171 mistrem portugalských templářů Gualdimem Paisem. Malebný hrad se nachází na ostrově v řece Tajo a je přístupný lodí. V současnosti je to nejnavštěvovanější historická památka v obci.
Na konci 13. století, když byla reconquista dokončena, význam hradů v regionu upadl. Vesnice podél Taja se staly důležitými říčními přístavy pro přepravu zemědělských produktů z regionu do Lisabonu. V 16. století se přístav vesnice Tancos stal nejvýznamnějším a v roce 1517 mu král Manuel I. udělil městská práva (foral). Z počátku 16. století pochází hlavní kostel (matriz) vesnice Atalaia s nádherným portálem a interiérem v renesančním stylu.
Vila Nova da Barquinha, současné sídlo obce, vznikla v 17. století kolem říčního přístavu (odtud název Barquinha = Barca = loď). V 18. a 19. století se stala nejvýznamnější vesnicí v regionu a v roce 1836 se stala sídlem obce. Význam řeky v rozvoji obce se odráží v jejím znaku, který zobrazuje loď. Příchod železnice do Portugalska nakonec vedl k úpadku říčního obchodu v obci.

## Správní členění
Obec je rozdělena do 4 farností (freguesias):
- Atalaia
- Praia do Ribatejo
- Tancos
- Vila Nova da Barquinha